# Vitalius australis
Espèce
Vitalius australis est une espèce d'araignées mygalomorphes de la famille des Theraphosidae.

## Distribution
Cette espèce est endémique  du Brésil. Elle se rencontre au Paraná et le Rio Grande do Sul.

## Description
Le mâle holotype mesure 34,2 mm et la femelle paratype 54,0 mm.

## Systématique et taxinomie
Cette espèce a été décrite par Galleti-Lima, Hamilton, Borges et Guadanucci en 2023.

## Publication originale
- Galleti-Lima, Hamilton, Borges & Guadanucci, 2023 : « Phylogenomics of Lasiodoriforms: reclassification of the South American genus Vitalius Lucas, Silva and Bertani and allied genera (Araneae: Theraphosidae). » Frontiers in Ecology and Evolution, vol. 11, no 1177627, p. 1-19 (texte intégral).